# Pueblo del Arroyo
Pueblo del Arroyo es una zona arqueológica anasazi donde se encuentra un complejo habitacional, localizada en el parque histórico nacional de la Cultura Chaco, en Nuevo México, Estados Unidos. Las ruinas fueron añadidas a la lista del Patrimonio de la Humanidad de la Unesco, como parte de la Cultura Chaco, el 8 de diciembre de 1987.
La construcción del Pueblo del Arroyo, que se encuentra a unos cientos de metros de Pueblo Bonito, cerca del arroyo Chaco Wash, se inició aproximadamente en el año 1 060 dC y duró aproximadamente treinta años. Con trescientas habitaciones, es el cuarto complejo habitacional en cuanto a dimensiones del cañón del Chaco. Atendiendo que los otros complejos habitacionales situados en el cañón se encuentran cerca de la pared norte y hacia el sur, Pueblo del Arroyo fue construido en medio del cañón mirando hacia el este. La estructura se encuentra enfrente de South Gap.
El arqueólogo Neil Judd realizó excavaciones en el lugar, desde el año 1923 al 1926, descubriendo aproximadamente la mitad de la estructura. En su opinión fue construido por un grupo de habitantes de Pueblo Bonito que se trasladó allí debido la aglomeración en su pueblo. En Pueblo del Arroyo hay catorce kivas, aunque ninguna de dimensiones demasiado grandes.